# Andrzej Bukowski (filolog)

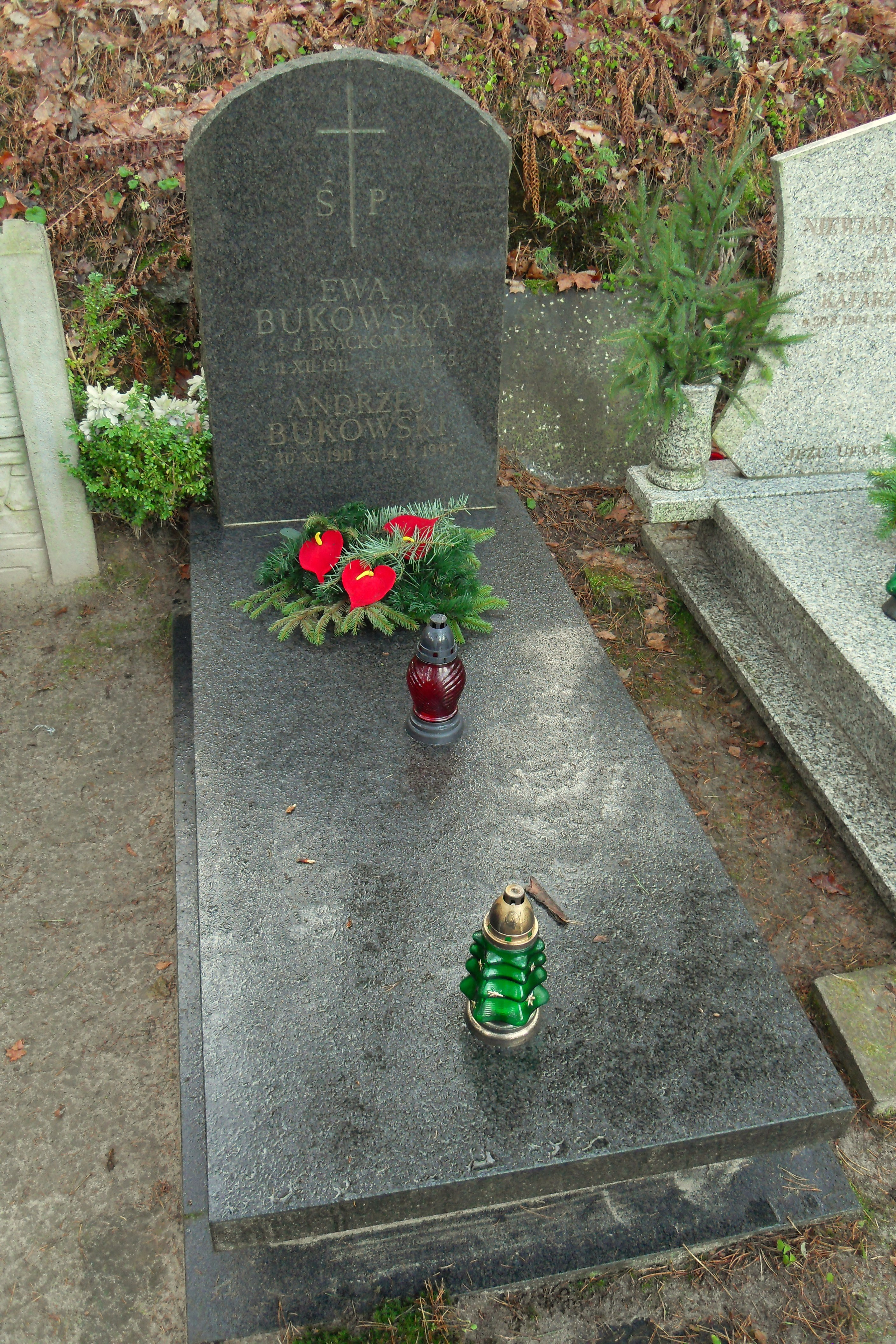
Grób na gdańskim Cmentarzu Srebrzysko

Andrzej Bukowski (ur. 30 listopada 1911 we wsi Stare Polaszki k. Starej Kiszewy, zm. 14 lutego 1997 w Gdańsku) – polski filolog, polonista, historyk literatury, redaktor, publicysta, wydawca i działacz regionalny, profesor zwyczajny, wykładowca WSP w Gdańsku i UG.

## Życiorys

### Młodość
Andrzej Bukowski urodził się 30 listopada 1911 r. w Starych Polaszkach. Tam ukończył szkołę podstawową, a w l. 1923–31 chodził do gimnazjum w Kościerzynie. Odbył roczną służbę wojskową (1931–32) we Włodzimierzu Wołyńskim. Od 1932 r. studiował polonistykę na Uniwersytecie Poznańskim, gdzie w 1936 r. obronił pracę magisterską, napisaną pod kier. prof. Romana Pollaka. Zainteresował się problematyką pomorską i kaszubską. Po studiach pracował i działał w Toruniu. Był redaktorem dwumiesięcznika „Teka Pomorska”, wychodzącego w l. 1936–38. Jako publicysta, badacz i działacz regionalny już wtedy wywoływał kontrowersje i konflikty, m.in. z konkurencyjnymi badaczami i działaczami, a później również z kręgami naukowymi. Zbierał materiały do pracy doktorskiej o ruchu kaszubskim. Przygotował i wydał Pisma prozą Hieronima Derdowskiego (Kartuzy 1939).

### Lata wojny
We wrześniu 1939 walczył w obronie Pomorza i został wzięty do niewoli. Lata wojny spędził w kilku niemieckich oflagach, m.in. w Woldenbergu. Prowadził tam teatr jeniecki, pisał wspomnienia i nawet publikował drobne utwory literackie i okolicznościowe. Po latach wydał swe wojenne wspomnienia w książce Za drutami oflagów.

### Praca naukowa
Po wojnie A. Bukowski zamieszkał w Poznaniu i związał się z reaktywowanym Instytutem Bałtyckim (1945–50). W czerwcu 1948 r. obronił doktorat na UP, który w poł. 1950 r. ukazał się drukiem jako „Regionalizm kaszubski” (2 tys. nakładu). Przeniósł się ostatecznie do Gdańska i został tu pracownikiem WSP, a potem jej rektorem (1956–62). W 1964 r. otrzymał stopień profesorski. Przez wiele lat był kierownikiem Katedry Historii Literatury (1953-1970) oraz kierownikiem Zakładu Kaszuboznawczego (1958-1969). Podjął działania na rzecz utworzenia w Gdańsku uniwersytetu, którego również był pracownikiem. Od 1970 był kierownikiem Zakładu Historii Literatury i Kultury Pomorza XIX i XX wieku. Redagował jego wydawnictwo „Gdańskie Zeszyty Humanistyczne” oraz „Rocznik Gdański”, współpracował z wieloma czasopismami, jak „Arkona”, „Jantar”, „Przegląd Zachodni”, „Komunikaty Instytutu Bałtyckiego”, „Głos Wybrzeża” i „Dziennik Bałtycki”. Był współorganizatorem Muzeum Hymnu Narodowego w Będominie (1977-1978). Napisał prawie tysiąc artykułów i studiów oraz kilkanaście książek, poświęconych Pomorzu, a także biografistyki i folklorystyki. Należał do licznych organizacji regionalnych, jak Towarzystwo Rozwoju Ziem Zachodnich, Zrzeszenie Kaszubsko-Pomorskie, Towarzystwo Przyjaciół Gdańska, Związek Przyjaciół Pomorza. Od 1954 należał do PZPR, był delegatem na III (1959) i IV (1964) Zjazd PZPR, miał wielki wpływ na życie kulturalne regionu gdańskiego. Był przekonanym marksistą o rodowodzie endeckim. Lansował z gruntu polonocentryczne widzenie problematyki kaszubskiej. Kaszubów uważał za Polaków, a język kaszubski – za gwarę. Gorąco polemizował z poglądami przeciwnymi i zwalczał m.in. tłumaczenie Życia i przygód Remusa na j. polski, którego dokonał Lech Bądkowski.

### Résumé
Prof. Andrzej Bukowski zasłynął jako wydawca źródeł do poznania historii Pomorza, korespondencji działaczy regionalnych, badacz życia i działalności Floriana Ceynowy oraz autor najsłynniejszej i do chwili obecnej jedynej monografii ruchu kaszubskiego, jaką jest Regionalizm kaszubski. Wychował setki studentów, magistrów i doktorów, choć w swych poglądach pozostał osamotniony. Poglądy te zresztą się zdezaktualizowały. Pod koniec życia A. Bukowski wydał wspomnienia oraz monografię swej rodzinnej wsi. Zmarł 14 lutego 1997 r. w Gdańsku, gdzie spoczął na cmentarzu Srebrzysko (rejon IX, taras II, rząd 1, grób 16). Jego obszerną spuściznę naukową, w tym materiały do gotowej monografii Florian Ceynowa – życie i działalność, przejęły pomorskie placówki naukowe, które też ją stopniowo opracowują.

## Ważniejsze publikacje
- Pomorskie czasopisma rolnicze. Krótki przegląd historyczny, Toruń 1938
- Florian Cenowa – twórca regionalizmu kaszubskiego. Szkic literacki, Gdańsk-Bydgoszcz-Szczecin 1947
- Regionalizm kaszubski. Ruch naukowy, literacki i kulturalny. Zarys problematyki, Poznań 1950
- Oblicze społeczne twórcy ruchu młodokaszubskiego, Poznań 1950
- Pomorze Gdańskie. Wybór źródeł, Wrocław 1958
- Kult Adama Mickiewicza na Pomorzu, Gdańsk 1959
- Udział Floriana Ceynowy w powstaniach 1846, 1848 i 1863 roku w świetle nowych dokumentów, Gdańsk 1960
- Działalność Hieronima Derdowskiego w Ameryce (1885-1902), Gdańsk 1961
- Pomorze Gdańskie w powstaniu styczniowym, Gdańsk 1964
- Województwo gdańskie w XX-leciu Polski Ludowej, Gdańsk 1965
- Piaseczno pod Gniewem na Pomorzu – prawzór polskich kółek rolniczych (Z dziejów „pracy organicznej”), Warszawa 1967
- Józef Wybicki w świetle obchodów jego rocznic i sesji Gdańskiego Towarzystwa Naukowego, Gdańsk 1972
- Juliusz Kraziewicz (1829-1895) – pionier polskich kółek rolniczych, Gdańsk 1978
- Gdynia. Sylwetki ludzi, oświata i nauka, literatura i kultura, Wrocław 1979
- Pamiętnikarze pomorscy o epoce zaboru pruskiego, Gdańsk 1980
- Za drutami oflagów, Warszawa 1983
- Waplewo. Zapomniana placówka kultury polskiej na Pomorzu Nadwiślańskim, Wrocław-Warszawa-Kraków-Gdańsk-Łódź 1989
- Siedem wieków Polaszek, wsi podkościerskich 1289-1989, Gdańsk 1989
- Pomorskie wojaże Chopina, Gdańsk 1993
- Listy Bernarda Sychty 1937-1982, Gdańsk 1994

## Odznaczenia i nagrody
- Krzyż Oficerski Orderu Odrodzenia Polski
- Krzyż Kawalerski Orderu Odrodzenia Polski
- Srebrny Krzyż Zasługi
- Medal 30-lecia Polski Ludowej
- Medal 40-lecia Polski Ludowej
- Medal Komisji Edukacji Narodowej
- Odznaka tytułu Zasłużony Nauczyciel PRL
- Dyplom Honorowy Światowej Rady Pokoju
- liczne odznaki honorowe i medale pamiątkowe
- Nagrody resortowe I stopnia (1978, 1981)
- Nagroda Wojewody Gdańskiego (1979)
- Nagroda Prezydenta miasta Gdyni
- Nagroda zespołowa Trybuny Ludu za inicjatywę i wkład w organizację Muzeum Hymnu Narodowego w Będominie (1978)[3]
- liczne nagrody rektorskie